# Tmarus angulatus
Tmarus angulatus es una especie de araña cangrejo del género Tmarus, familia Thomisidae.

## Distribución
Esta especie se encuentra en América del Norte.